# Рассветная (Гомельский район)
Рассветная (бел. Рассве́тная; до 30 июля 1964 года — Кобылянка) — деревня в Гомельском районе Гомельской области Республики Беларусь. В составе Большевистского сельсовета.

## География
Расстояние до Гомеля 15 км. Ближайшие населённые пункты в 1 км Большевик, в 2 км — Климовский, Первомайский, Средняцкий, Костюковка, Шевцов, Калинино, Вишенский.

### Транспортная сеть
Пролегает автомобильная дорога Н-4672, автотрасса соединяющая города Гомель и Могилёв. Рядом расположена железная дорога.

## История
В 1909 году Руденецкой волости Гомельского уезда Могилёвской губернии.
До 1988 года деревня входила в состав Калининского сельсовета Буда-Кошелёвского района.

## Население

### Численность
- 2019 год — 213 жителей

### Динамика
- 1909 год — 18 дворов, 169 жителей (84 муж., 85 жен.)[4]
- 1999 год — 299 жителей (перепись населения)
- 2009 год — 270 жителей (перепись населения)[4]
- 2019 год — 213 жителей (перепись населения)

## Улицы
- Дружная
- Ленина
- Мелиораторов
- Песчаная
- Советская
- Октябрьская

## Достопримечательность
- Памятники погибшим красноармейцам.